# Sperone (botanica)

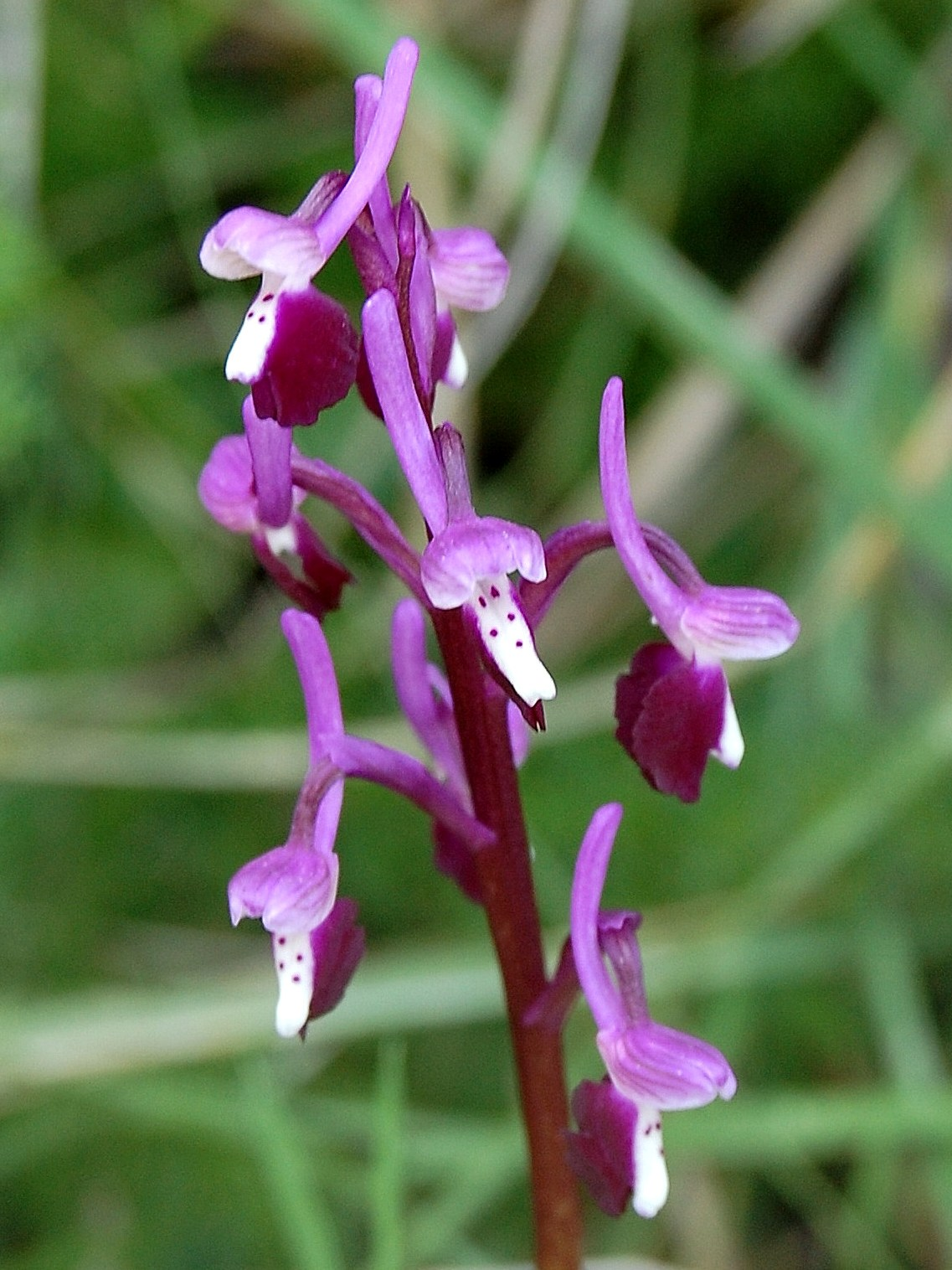
L'orchide cornuta (Anacamptis morio subsp. longicornu) è caratterizzata da un lungo sperone cilindrico.

Lo sperone o sprone in botanica è il prolungamento cavo del calice o della corolla del fiore, contenente il nettare.
La forma e le dimensioni dello sperone variano a seconda delle specie.

## Caratteristiche
In alcune piante una porzione di un sepalo o di un petalo si è modificata fino a diventare un prolungamento cavo che si estende dietro al fiore, proprio come lo sperone di un uccello. Lo sperone così sviluppatosi contiene il nettare che può essere succhiato da insetti, uccelli o pipistrelli dotati di lingua allungata e affusolata.  
Tra le piante che hanno sviluppato tale struttura si annoverano i generi Delphinium, Aquilegia, Piperia e alcune orchidaceae come la Gymnadenia.

In alcuni casi lo sperone permette l'identificazione della specie: la Piperia yadonii si distingue dalle altre specie di Piperia solo per la corta lunghezza del suo sperone.
Nell'ascidio delle piante carnivore tropicali del genere Nepenthes, lo sperone è la piccola appendice alla base dell'opercolo dell'ascidio (la cavità a forma di caraffa che contiene il liquido zuccherino).

## Galleria d'immagini
Fiori di piante che mettono bene in evidenza lo sviluppo dello sperone. 

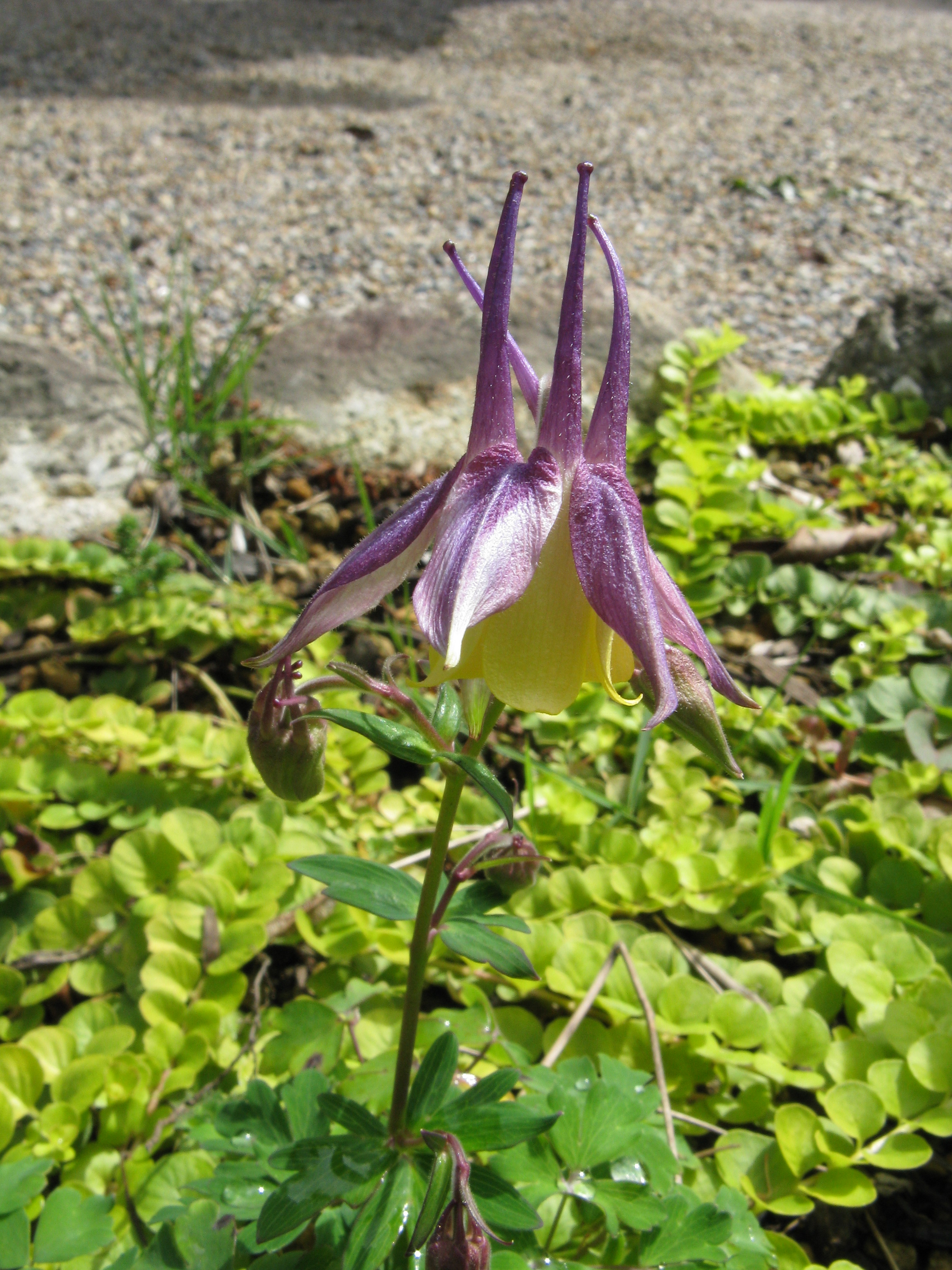
Fiore di Aquilegia × maruyamana.
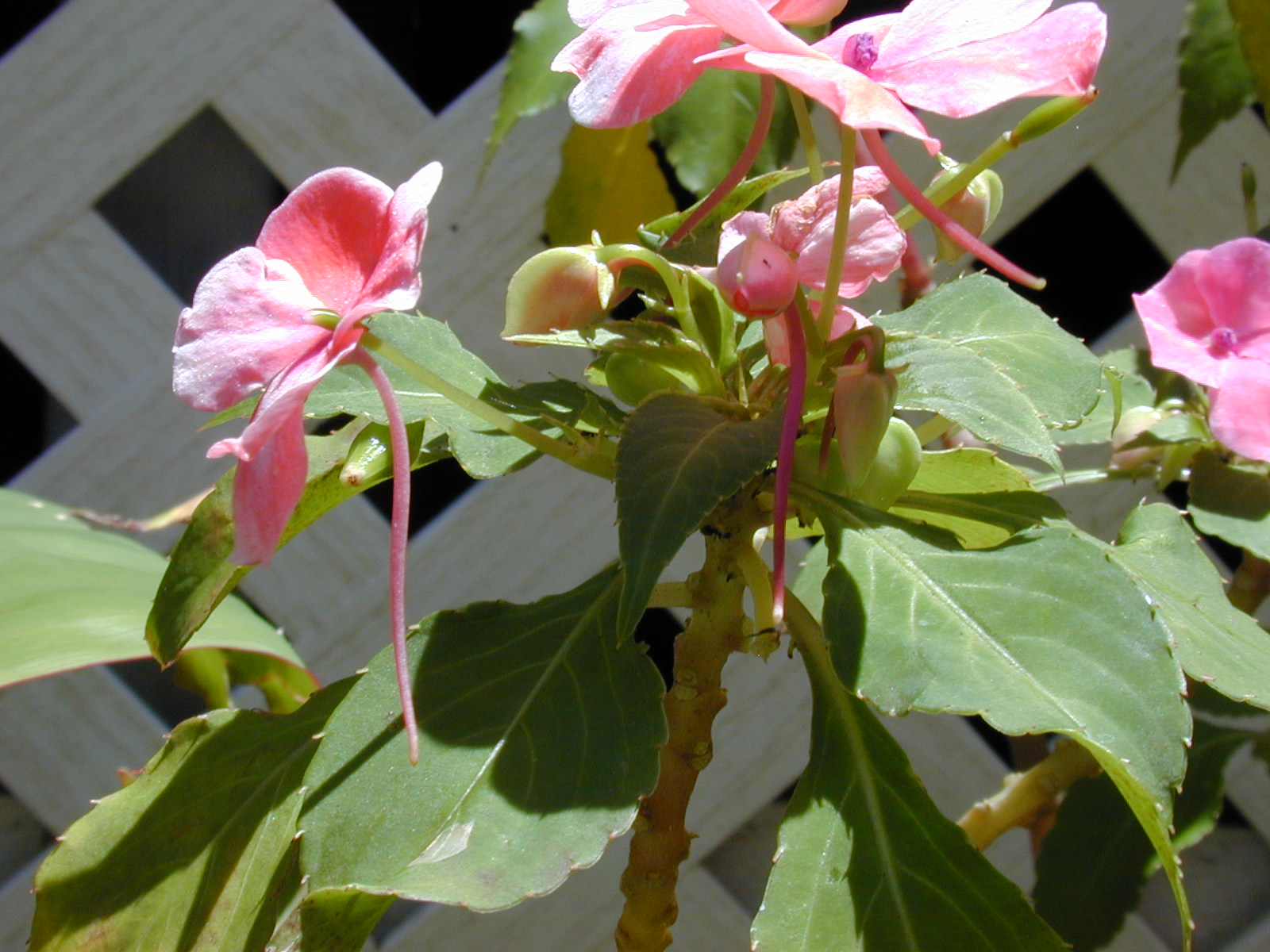
Fiore di Impatiens walleriana.
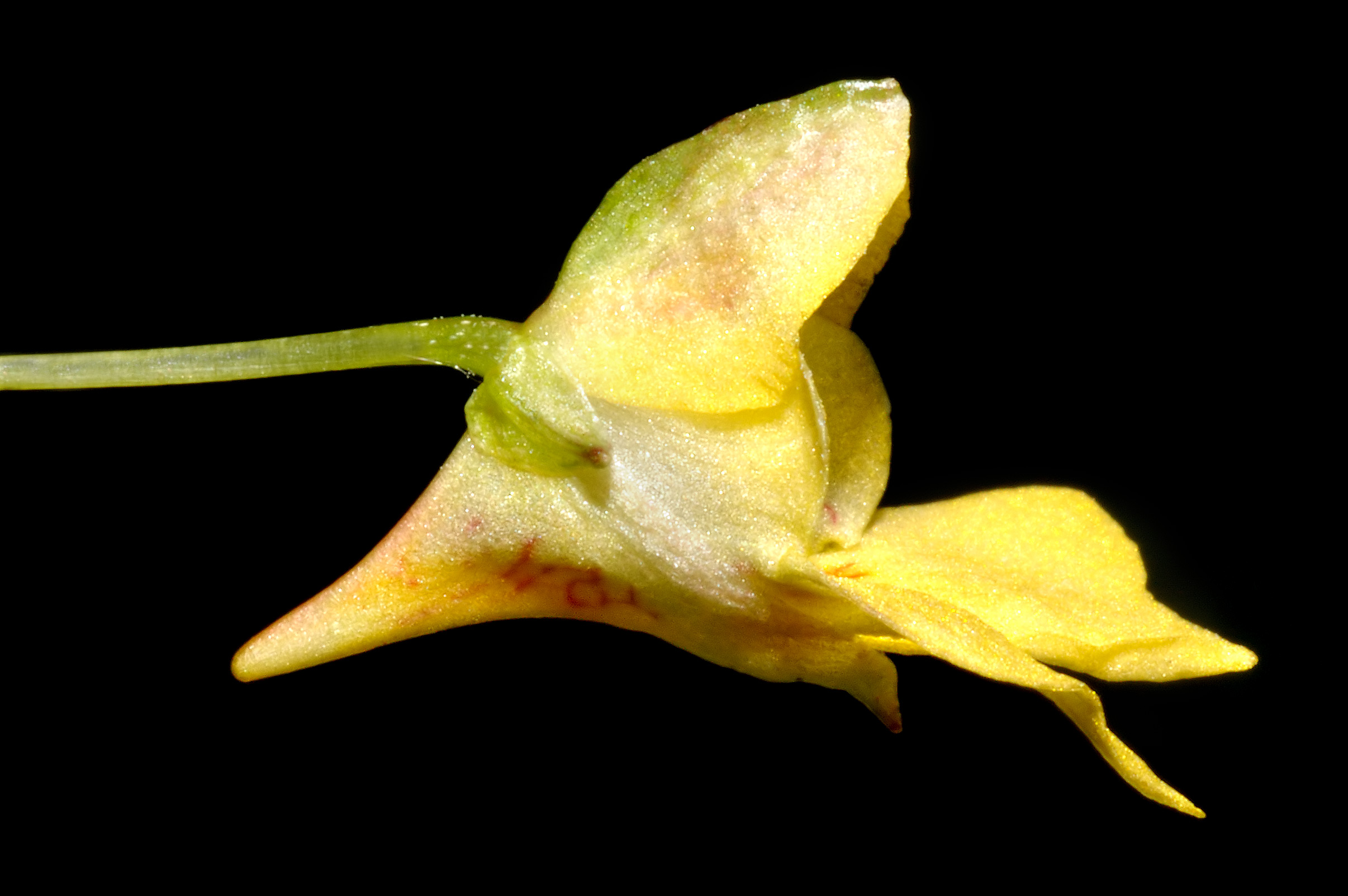
Fiore di Impatiens parviflora.
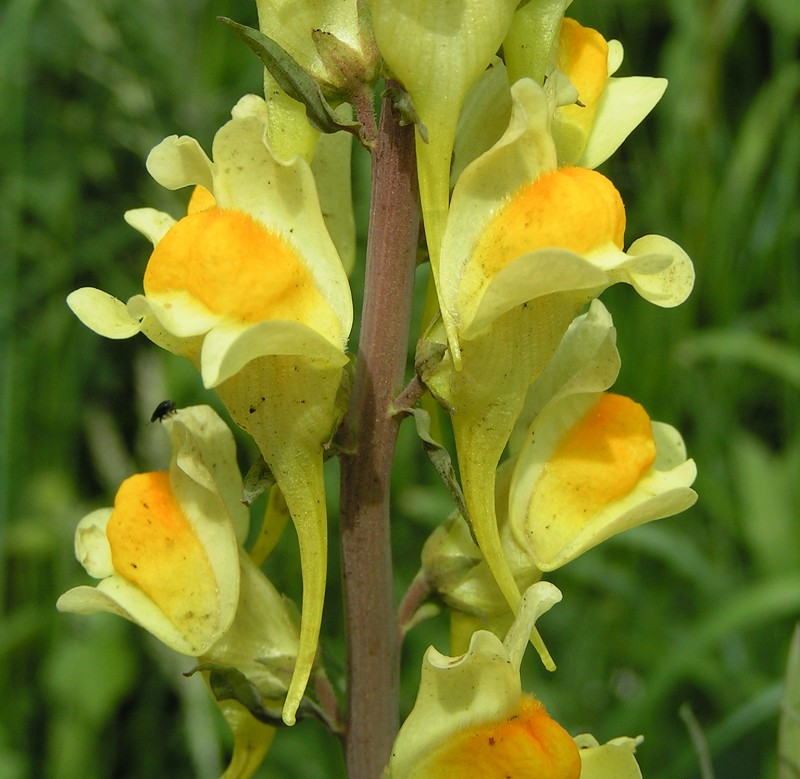
Fiore di Linaria vulgaris.
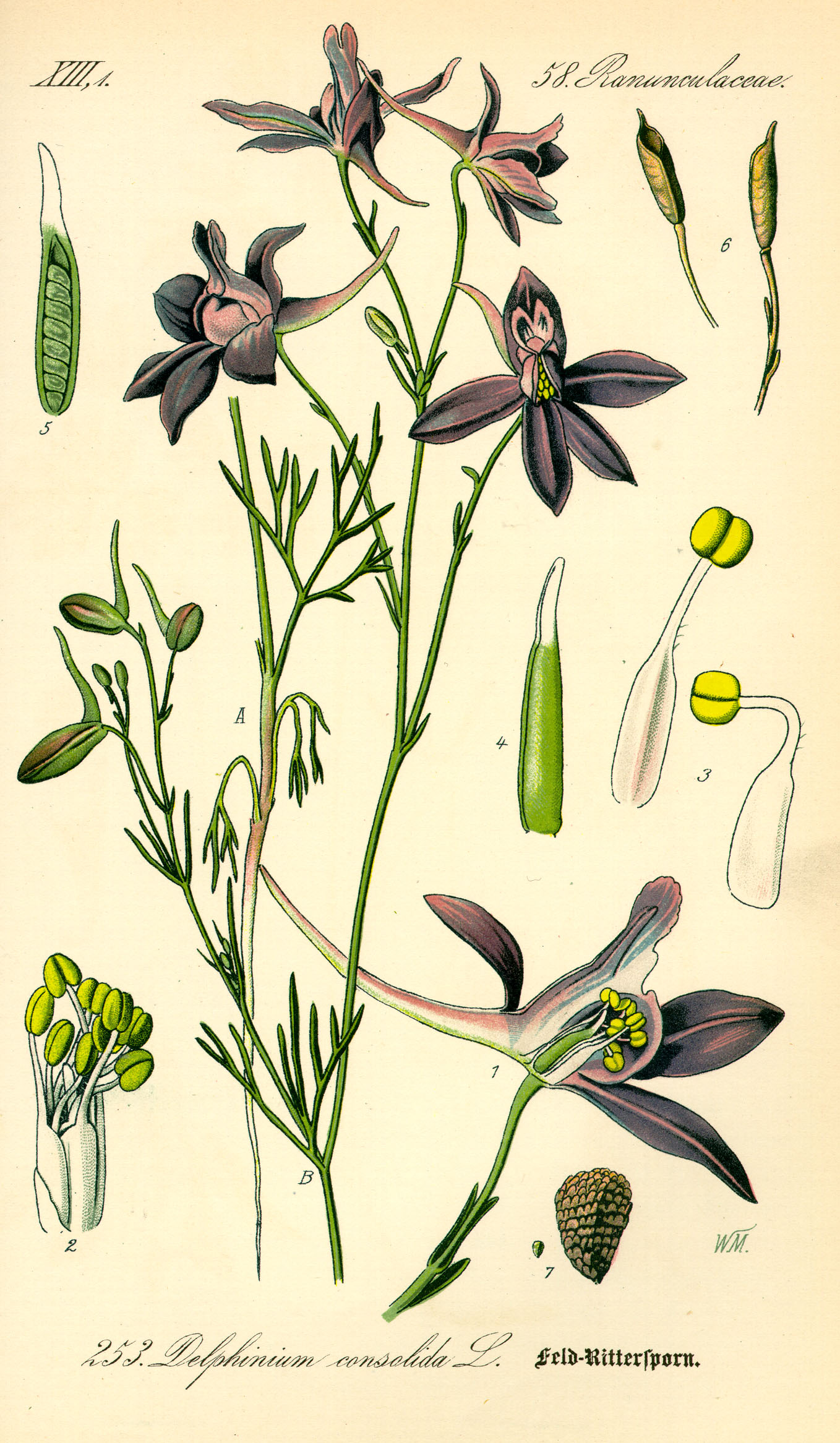
Fiore di Consolida regalis.
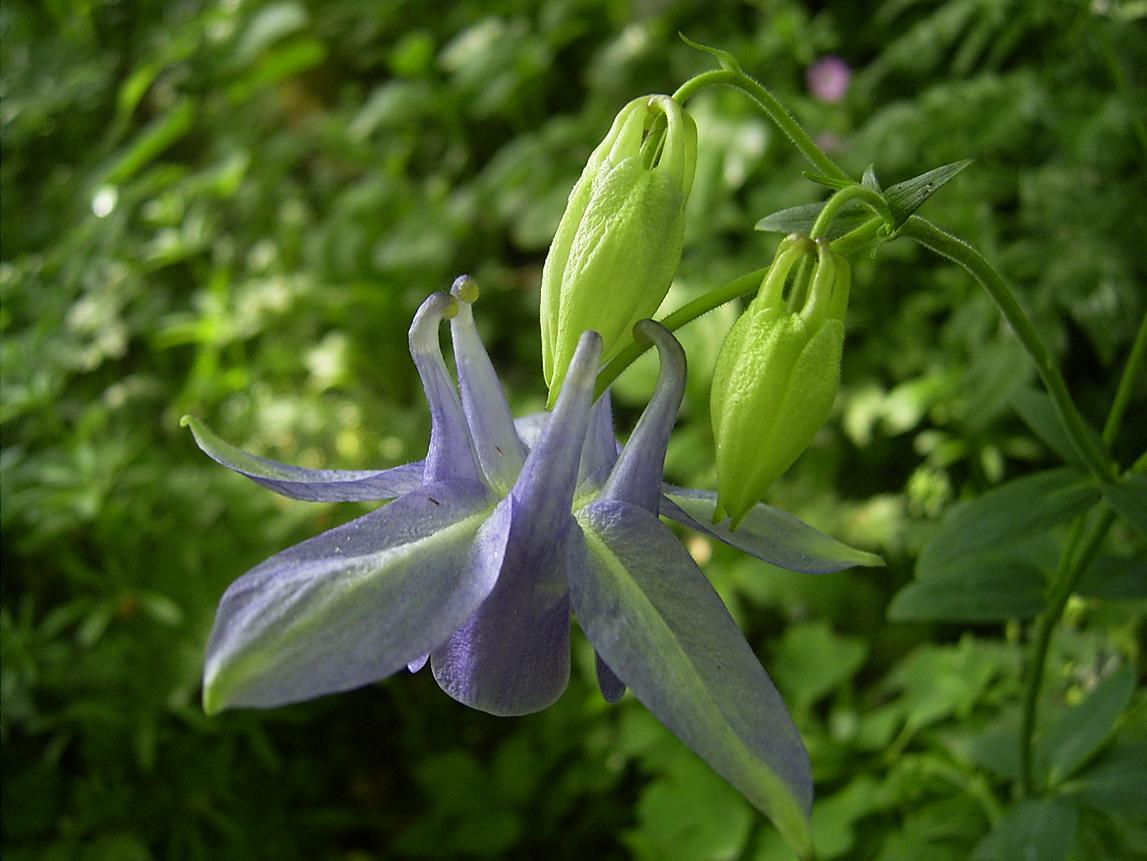
Fiore di Aquilegia vulgaris.
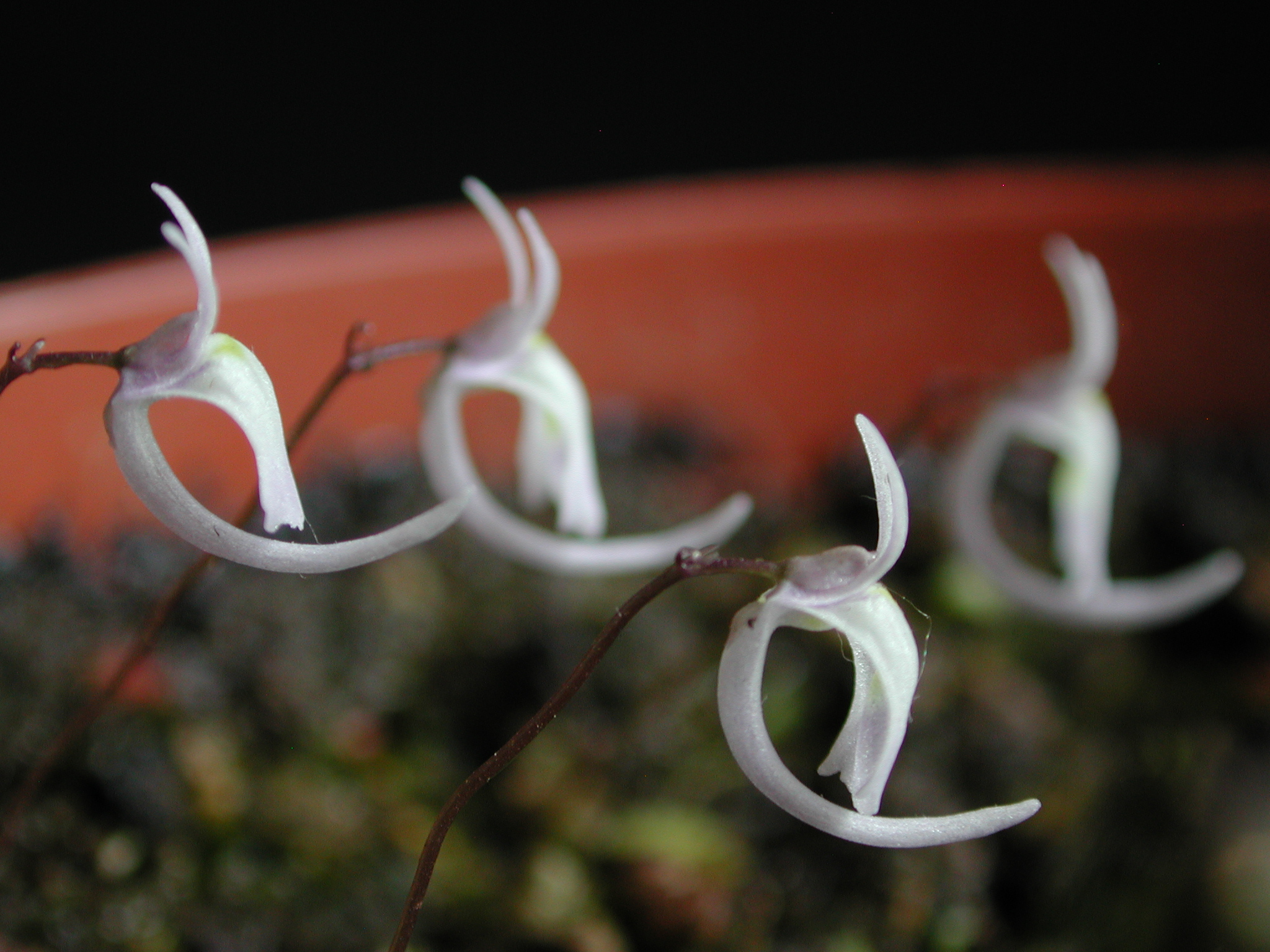
Fiore di Utricularia sandersonii.
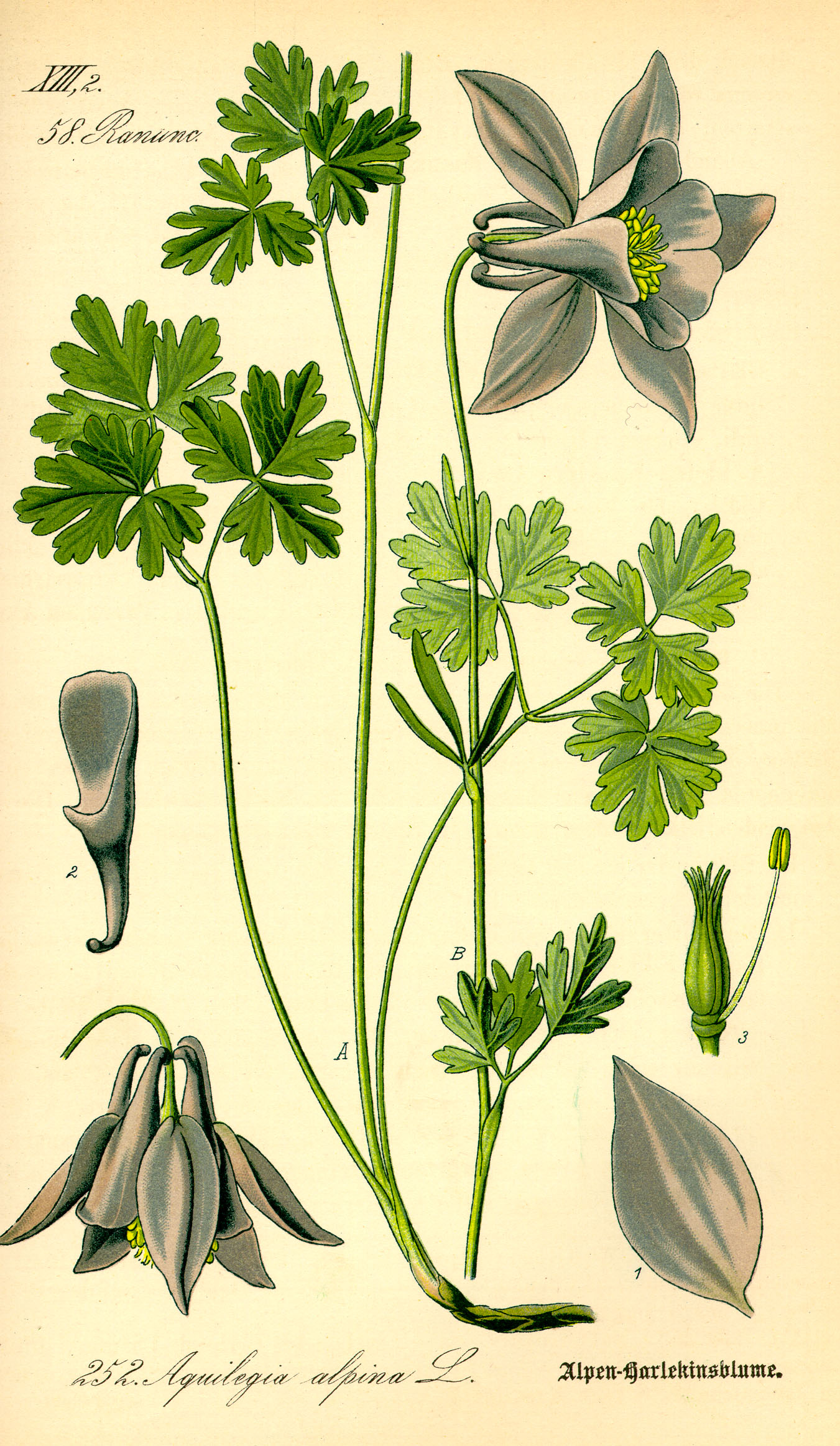
Illustrazione dell'Aquilegia alpina.